# Calliscelio mediterraneus
Calliscelio mediterraneus är en stekelart som först beskrevs av Jean-Jacques Kieffer 1910.  Calliscelio mediterraneus ingår i släktet Calliscelio och familjen Scelionidae. Inga underarter finns listade.